# SHOUT (スターダストレビューのアルバム)
『SHOUT』（シャウト）はスターダストレビュー22枚目のオリジナル・アルバム。2014年8月6日にDVD付初回限定盤と通常盤の2形態で発売された。

## 解説
前作『B.O.N.D.』から2年ぶりとなるオリジナル・アルバム。本作はKANがプロデュースに参加しており、幅広いジャンルの楽曲を集めた全10曲が収録され幅広い振り幅を持ったアルバムとなっている。
初回限定盤付属のDVDにはスターダストレビューでは初となる、本作レコーディング時のドキュメンタリー映像が約1時間収められ、10曲目の「道～The Song For Us」のミュージック・ビデオも収録されている。

## 収録曲
（特記以外）　作詞・作曲：根本要／編曲：添田啓二／コーラスアレンジ：岡崎昌幸

### CD
1. Love & Devotion
  - テレビ神奈川「ありがとッ!」2014年オープニングテーマ
2. 昔話を繙くように
  - 作曲：根本要/KAN　編曲：KAN
3. 港町は恋の色　
  - 作詞：根本要/KAN　編曲：KAN/添田啓二
4. 恋は医者でも治せない　
  - 作詞 根本要/林紀勝
5. おぼろづき
6. 熊谷の風　
  - 作詞・作曲：柿沼清史　編曲：KAN/添田 啓二
7. この恋なくしての恋なんて恋じゃない
  - TBSテレビ「ひるおび!」2014年8月度エンディング・テーマ
8. 拝啓 子供たちへ
  - 作詞：根本要/寺田正美
9. セガホ　
  - 作詞・編曲：KAN
10. 道 ～The Song For Us～
  - BS-TBS「ひと・まち紀行～日本の元気を、明日へ。世界へ。～」2014年エンディング・テーマ

### DVD
1. アルバム『SHOUT』レコーディング ドキュメント映像
2. 道 ～The Song For Us～（ミュージック･ビデオ）

## クレジット
全曲（特記以外）
- Guitar, Vocal & Chorus：根本要
- Bass & Chorus：柿沼清史
- Drums & Chorus：寺田正美
- Percussion & Chorus：林"VOH"紀勝
- Keyboards, Chorus：添田啓二
- Chorus：岡崎昌幸

Love & Devotion
- Guitars：稲葉政裕
- Saxophone：山本公樹

昔話を繙くように
- Keyboards, Programing：KAN
- Synthesizer Manipulation：森下晃

熊谷の風
- Flute：高桑英世

この恋なくしての恋なんて恋じゃない
- Trumpet：小林太

セガホ
- Keyboards, Programing, Chorus, Whisper：KAN
- Electric Piano：添田啓二
- Synthesizer Manipulation：森下晃

道 ～The Song For Us～
- Chorus：新井深絵、熊田里香、荻原可奈、山口茂樹、Bee芦原、芦原紀子、橋本千寿